# Beenderporselein

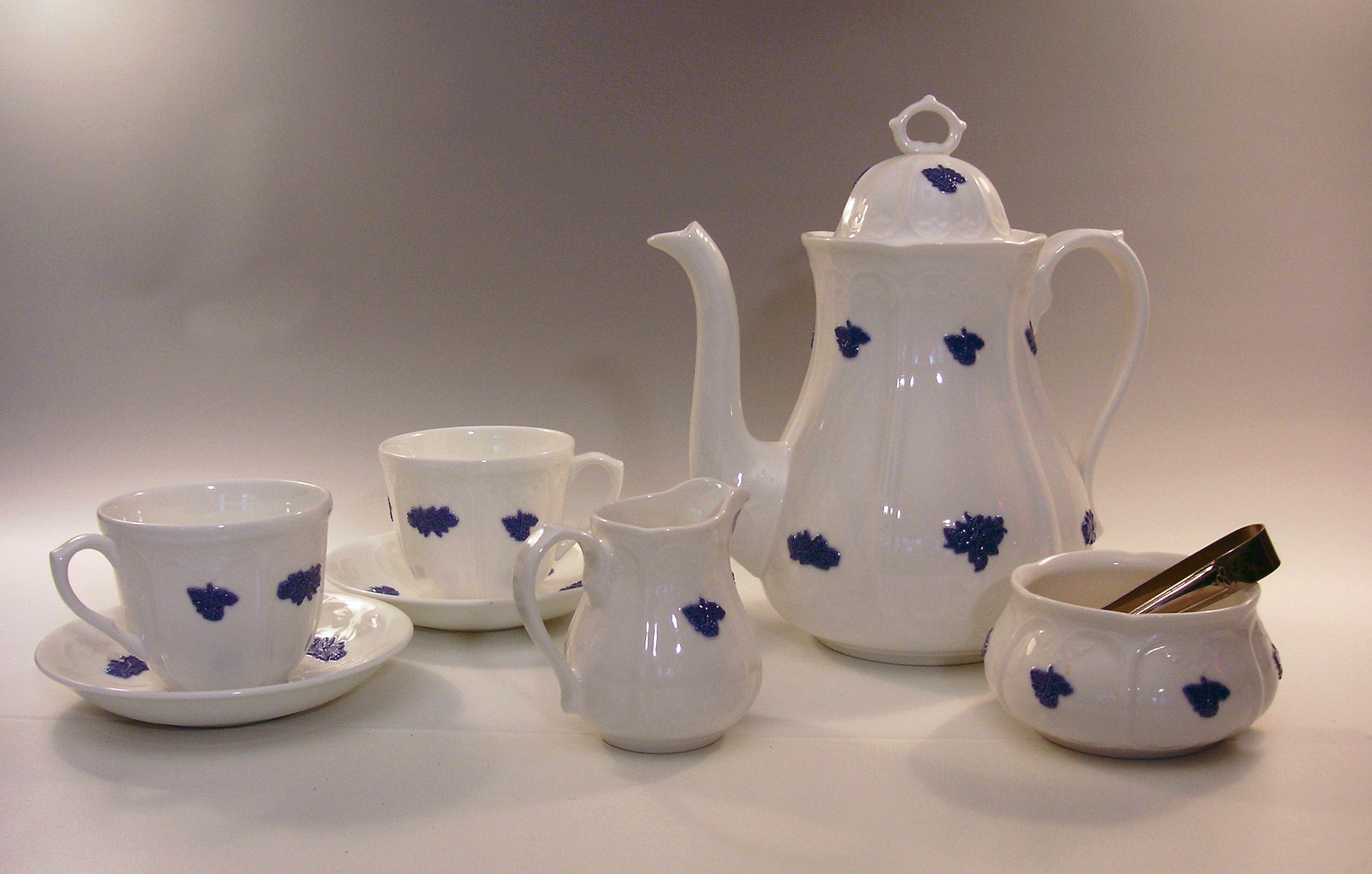
Beenderporselein. De Blå Blom serie van de Zweedse fabrikant Gustavsbergs porslinfabrik.

Beenderporselein (van het Engelse bone china) of ivoorporselein is een porseleinsoort van hoge kwaliteit, gemaakt volgens een speciaal procedé.
Het procedé is uitgevonden in 1749, door Thomas Frye, kunstenaar en technisch directeur van de Bow porseleinfabriek in Groot-Brittannië. Later werd dit procedé door Spode verder ontwikkeld. De voor porseleinaarde (de klei) gebruikelijke grondstoffen, kaolien, veldspaat en kwarts worden vermengd met 40 tot 50% as van runderbeenderen (calciumfosfaat). Hierdoor ontstaat het sterkste porselein dat er is en krijgt het een specifiek ivoorkleurig (een geelachtig wit) uiterlijk.
Beenderporselein kan door haar samenstelling worden gebakken bij een temperatuur van ongeveer 1250°C, hetgeen lager is dan bij gewoon porselein. Om die reden wordt ook wel van 'zacht' porselein gesproken. Beenderporselein is doorschijnend: het laat licht door. Alhoewel beenderporselein dus een Britse uitvinding is, wordt het thans ook in andere landen zoals Duitsland, Japan en India gemaakt en is China de grootste producent ervan geworden.